# Miss Venezuela 2019
Miss Venezuela 2019 fue la sexagésima sexta (66°) edición del certamen Miss Venezuela. Se llevó a cabo en Caracas, Venezuela el 1 de agosto de 2019 en el Estudio 1 de Venevisión. Al final del evento, Isabella Rodríguez, Miss Venezuela 2018 de Portuguesa, coronó a Thalía Olvino de Delta Amacuro, como su sucesora.
El evento se transmitió en vivo y directo para toda Venezuela por Venevisión y Ve Plus, además en alta definición para todos los suscriptores del Paquete Alta Definición de DirecTV. Al exterior por Ve Plus y Univisión, además de Estados Unidos por Ve Plus, Venevisión USA y Puerto Rico vía Univisión en Alta Definición.
Esta edición del Miss Venezuela contó con una refrescamiento de imagen y bajo el eslogan «Belleza que inspira», se implementaron algunos cambios, como la actualización del sitio web de la organización y el hecho de que en la noche final se sustituyeran las medidas de las candidatas por una biografía sintetizada (estudios y/o profesión) de las mismas.

## Resultados
| Resultado final                   | Candidata |
| --------------------------------- | --- |
| Miss Venezuela 2019               | - Delta Amacuro – Thalía Olvino |
| Miss Venezuela Internacional 2019 | - Zulia – Melissa Jiménez |
| Primera finalista                 | - Apure – Luz María Ledezma |
| Segunda finalista                 | - Monagas – Vanessa Coello |
| Tercera finalista                 | - Distrito Capital – Oriana Pablos |
| Finalistas (Top 10)               | - Anzoátegui – María Fernanda Franceshi - Lara – Verónica Dugarte - Mérida – Alessandra Sánchez - Miranda – Rashell Delgado - Yaracuy – Karla Hurtado |

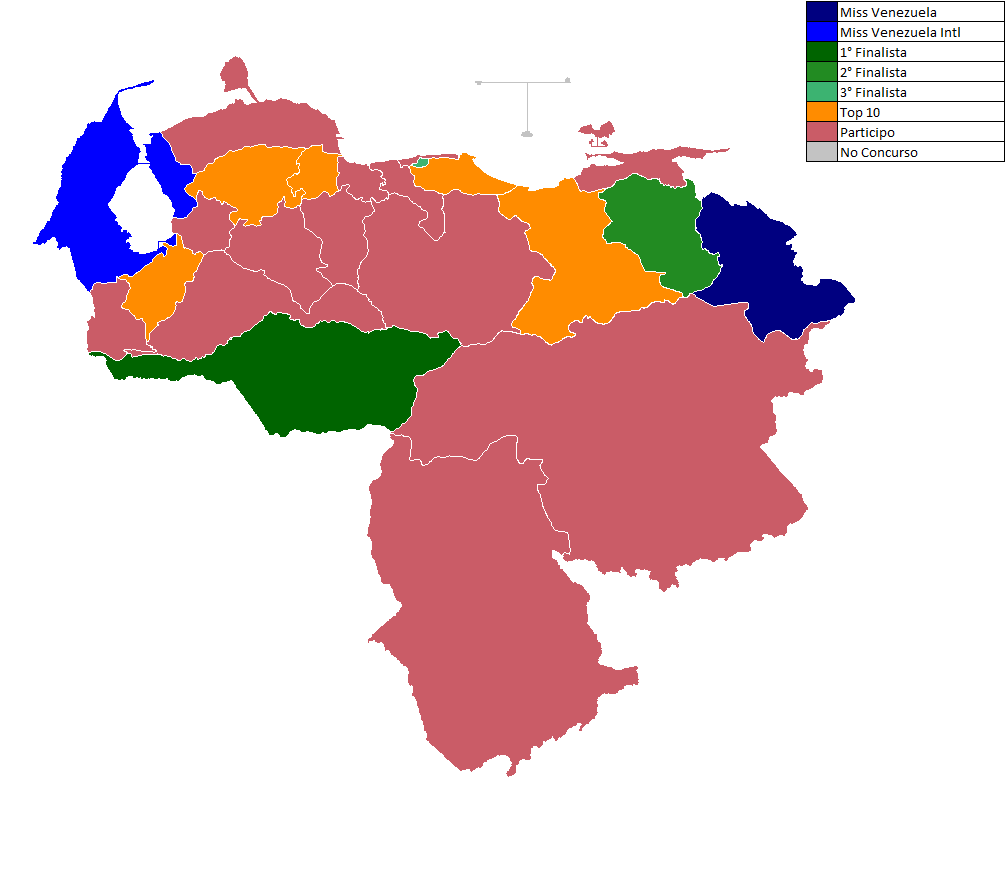
Resultados Miss Venezuela 2019

### Premios especiales
Las siguientes premiaciones fueron otorgadas en la noche final, sin embargo, la mayoría de estas fueron seleccionadas por el público vía internet, quien votó durante semanas previas a la noche de coronación.
| Premio                             | Candidata Ganadora                     |
| ---------------------------------- | -------------------------------------- |
| Miss Glamour                       | Lara – Verónica Dugarte                |
| Miss Manos de Pasarela             | Cojedes – Hirmar Figueredo             |
| Miss Gema Preciosa                 | Sucre – Inés Simancas                  |
| Miss Confianza                     | Distrito Capital – Oriana Pablos       |
| Miss Fitness                       | Guárico – María Betania Bracho         |
| Miss Magia y Fantasía              | Barinas – Liliana Gonçalves            |
| Miss Sonrisa                       | Mérida – Alessandra Sánchez            |
| Miss Elegancia                     | Amazonas – Paola Salas                 |
| Miss Solidaridad                   | Anzoátegui – María Fernanda Franceschi |
| Miss Emprendimiento                | Yaracuy – Karla Hurtado                |
| Miss Fotogénica                    | Apure – Luz María Ledezma              |
| Miss Amistad                       | Miranda – Rashell Delgado              |
| Mejor Rostro                       | Anzoátegui – María Fernanda Franceschi |
| Mejor Cabello                      | Zulia – Melissa Jiménez                |
| Premio al Mejor Diseño de la Noche | Delta Amacuro – Thalía Olvino          |

## Candidatas
(En la tabla se utiliza su nombre completo, los sobrenombres van entrecomillados y los apellidos utilizados como nombre artístico, entre paréntesis; fuera de ella se utilizan sus nombres «artísticos» o simplificados)
| Estado/Región    | Candidata                               | Edad | Estatura        | Ciudad Natal       |
| ---------------- | --------------------------------------- | ---- | --------------- | ------------------ |
| Amazonas         | Paola Alejandra Salas Ortega            | 26   | 1,81 m (5′ 11″) | Puerto La Cruz     |
| Anzoátegui       | María Fernanda Franceschi Neves         | 25   | 1,74 m (5′ 9″)  | Barcelona          |
| Apure            | Luz María Ledezma Navarro               | 20   | 1,81 m (5′ 11″) | Valle de la Pascua |
| Aragua           | Nathaly Katherine Flores Mendoza        | 24   | 1,76 m (5′ 9″)  | La Victoria        |
| Barinas          | Liliana Karina Gonçalves Matos          | 23   | 1,79 m (5′ 10″) | Caracas            |
| Bolívar          | Marioxy Gabriela Aranguren Castellano   | 19   | 1,78 m (5′ 10″) | Caracas            |
| Carabobo         | Vanessa Carolina Pinto Díaz             | 24   | 1,78 m (5′ 10″) | Valencia           |
| Cojedes          | Hirmar José Figueredo Machado           | 20   | 1,78 m (5′ 10″) | El Pao             |
| Delta Amacuro    | Lulyana Thalía Olvino Torres            | 20   | 1,78 m (5′ 10″) | Valencia           |
| Distrito Capital | Oriana Gabriela Pablos Díaz             | 22   | 1,74 m (5′ 9″)  | Caracas            |
| Falcón           | María José Bracho Barrios               | 23   | 1,79 m (5′ 10″) | Maracaibo          |
| Guárico          | María Betania Bracho Montenegro         | 24   | 1,80 m (5′ 11″) | Valle de la Pascua |
| Lara             | Verónica Carolina Dugarte Riera         | 22   | 1,80 m (5′ 11″) | Barquisimeto       |
| Mérida           | Alessandra María Chiara Sánchez Cardola | 19   | 1,78 m (5′ 10″) | Caracas            |
| Miranda          | Martha Rashell Delgado Dinnocenzzo      | 19   | 1,76 m (5′ 9″)  | Charallave         |
| Monagas          | Vanessa Carolina Coello Coraspe         | 23   | 1,77 m (5′ 10″) | Maturín            |
| Nueva Esparta    | Claudia Isabel Marín Fernández          | 19   | 1,82 m (6′ 0″)  | Porlamar           |
| Portuguesa       | Carla Paola González Guevara            | 20   | 1,74 m (5′ 9″)  | Caracas            |
| Sucre            | Inés Carolina Simancas Vargas           | 20   | 1,74 m (5′ 9″)  | Caracas            |
| Táchira          | Victoria Eugenia Galeazzi Casique       | 21   | 1,72 m (5′ 8″)  | San Cristóbal      |
| Trujillo         | Bellini Alejandra Hernández Cedeño      | 19   | 1,84 m (6′ 0″)  | Caracas            |
| Vargas           | Stephanie Del Valle Pérez Mata          | 24   | 1,80 m (5′ 11″) | Macuto             |
| Yaracuy          | Karla Marina Hurtado Sánchez            | 25   | 1,84 m (6′ 0″)  | Valencia           |
| Zulia            | Melissa Ester Jiménez Guevara           | 20   | 1,74 m (5′ 9″)  | Maracaibo          |

## Datos acerca de las delegadas
- Algunas de las delegadas del Miss Venezuela 2019 han participado, o participarán, en otros certámenes de importancia nacionales e internacionales:
  - Vanessa Coello (Monagas) ganó Señorita Odontología 2015, ganó el Miss Grand Venezuela 2021 y participó en Miss Grand Internacional 2021, con sede en Tailandia, donde se ubicó entre las 10 semifinalistas.
  - Liliana Gonçalves (Barinas) participó en Miss Miranda 2016.
  - María Fernanda Franceschi (Anzoátegui) participó en Miss Anzoátegui 2017.
  - Karla Hurtado (Yaracuy) fue semifinalista en Miss Earth Venezuela 2017.
  - Thalía Olvino (Delta Amacuro) fue primera finalista en Miss Earth Carabobo 2018 obteniendo el título de Miss Earth Carabobo Air 2018 y ganó Reinado del Festival Nuestra Señora del Socorro 2018.
  - Melissa Jiménez (Zulia) participó en Miss Zulia 2018.
  - Vanessa Pinto (Carabobo) participaría en Miss Venezuela 2018, sin embargo decidió retirarse.
  - Thalía Olvino (Delta Amacuro) fue semifinalista (top 20) en Miss Universo 2019, en Estados Unidos.
  - Melissa Jiménez (Zulia) fue semifinalista (top 15) en Miss Internacional 2019, en Japón.
  - María José Bracho (Falcón) fue semifinalista (top 10) en Miss Continentes Unidos 2019, en Ecuador.
  - Alessandra Sánchez (Mérida) fue segunda princesa en Reinado Internacional del Café 2020, en Colombia.
- Oriana Pablos fue designada de Miss Earth Venezuela 2022 y participó sin éxito de Miss Tierra 2022.
- Algunas de las delegadas nacieron o viven en otro estado al que representaron, o bien, tienen un origen étnico distinto:
  - Liliana Gonçalves (Barinas) es de ascendencia portuguesa.
  - María Fernanda Franceschi (Anzoátegui), Alessandra Sánchez (Mérida), Rashell Delgado (Miranda) y Victoria Galeazzi (Táchira) son de ascendencia italiana.
  - Vanessa Coello (Monagas) vivió en la India.
- Otros datos significativos de algunas delegadas:
  - 13 de las 24 candidatas son originarias de los Estados que representaron: María Fernanda Franceschi (Anzoátegui), Nathaly Flores (Aragua), Vanessa Pinto (Carabobo), Hirmar Figueredo (Cojedes), Oriana Pablos (Distrito Capital), María Betania Bracho (Guárico), Verónica Dugarte (Lara) Raschell Delgado (Miranda), Vanessa Coello (Monagas), Claudia Marín (Nueva Esparta), Victoria Galeazzi (Táchira), Stephanie Pérez (Vargas) y Melissa Jiménez (Zulia).
  - Bellini Alejandra (Trujillo) y Karla Hurtado (Yaracuy) fueron las candidatas de mayor estatura con 1,84 m, mientras la de menor estatura fue Victoria Galeazzi (Táchira) con 1,72 m.
  - Paola Salas (Amazonas) fue la candidata de mayor edad, con 26 años, mientras que las de menor edad fueron: Marioxy Aranguren (Bolívar), Alessandra Sánchez (Mérida), Rashell Delgado (Miranda), Claudia Marín (Nueva Esparta) y Bellini Alejandra (Trujillo), con 19 años.